# Girard Desargues

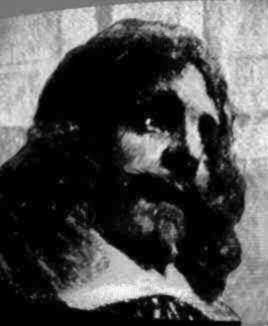
Girard Desargues

Girard Desargues (Lyon, 21 februari of 2 maart 1591- aldaar, oktober 1661) was een Franse wiskundige en ingenieur, die beschouwd wordt als een van grondleggers van de projectieve meetkunde. Naar hem zijn de stelling van Desargues en de krater Desargues op de maan genoemd.
Desargues werd geboren in Lyon, als de derde van zes kinderen, in een familie die in dienst stond van de Franse kroon. Zijn vader was koninklijk notaris, rechter-commissaris bij de rechtbank in Lyon (1574) (vergelijkbaar met het ambt van baljuw) en belast met het innen van tienden voor de kerkelijke inkomsten van de stad Lyon (1583) en voor het bisdom van Lyon.
Girard Desargues werkte vanaf 1645 als architect. Daarvóór was hij werkzaam geweest als docent en mogelijk ook ingenieur en technisch raadgever in de kringen van Richelieu. 

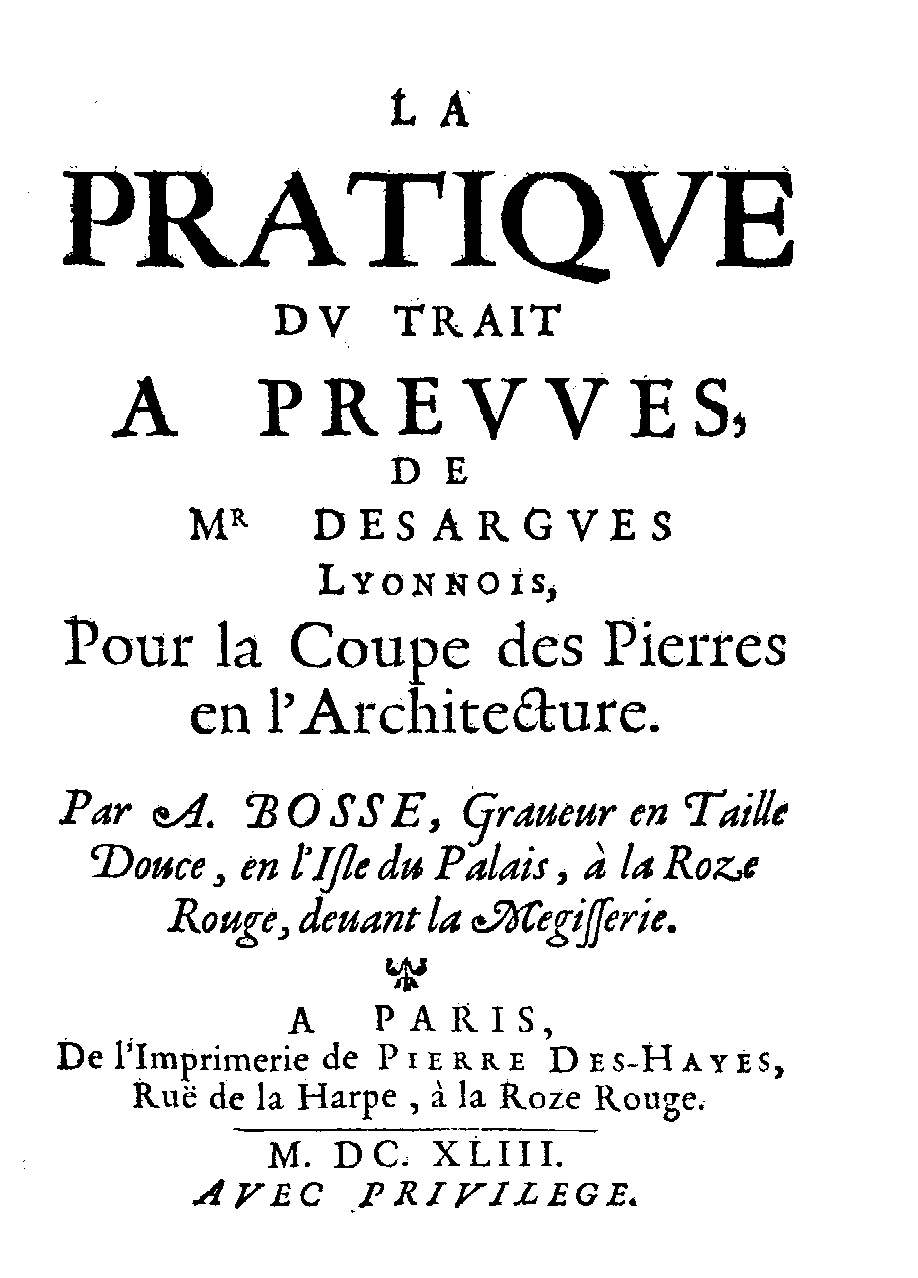
Pratique du trait a preuves (1643)

Als architect ontwierp Desargues verscheidene particuliere en openbare gebouwen in Parijs en Lyon. Als ingenieur bedacht hij een systeem om water op een hoger niveau te brengen, dat in de buurt van Parijs werd geïnstalleerd. Het systeem was gebaseerd op het toen nog niet bekende beginsel van het epicycloïdisch rad.
Zijn werken werden in 1864 herontdekt en vervolgens verzameld in L'oeuvre mathématique de Desargues (ed. door René TATON; Parijs, 1951).
Laat in zijn leven heeft Desargues een artikel gepubliceerd met de cryptische titel DALG. De meest gangbare opvatting waar dit voor staat, Des Argues, Lyonnais, Géometre, werd geopperd door Henri Brocard.